# Museo d'arte contemporanea del XXI secolo
Il museo d'arte contemporanea del XXI secolo (in giapponese 金沢21世紀美術館, Kanazawa nijūisseiki bijutsukan) è un museo di arte contemporanea situato a Kanazawa, in Giappone.
L'edificio è stato progettato dagli architetti giapponesi Kazuyo Sejima e Ryūe Nishizawa dello studio di architettura SANAA nel 2004. Nell'ottobre 2005, un anno dopo la sua apertura, il museo ha registrato 1570000 visitatori; nel 2020, a causa della pandemia di COVID-19, ha attirato solo 971256 visitatori, un calo del 63% rispetto al 2019, ma si è comunque classificato al decimo posto nella lista dei musei d'arte più visitati al mondo.

## L'edificio
La struttura non ha un'entrata e un'uscita definita, potendo il visitatore accedere da diverse porte. Allo stesso modo, non è definito un percorso di visita univoco. Il parco adiacente alla struttura è stato creato per essere un luogo di aggregazione cittadina. La struttura ospita, inoltre, una sala lettura, una libreria e una tradizionale sala da tè.

## Collezioni
Le installazioni permanenti comprendono l'opera di Leandro Erlich denominata The Swimming Pool, L'origine du monde di Anish Kapoor, Klangfeld Nr.3 für Alina di Florian Claar, Blue Planet Sky di James Turrell, The Man Who Measures the Clouds di Jan Fabre, Green Bridge di Patrick Blanc, You Renew You di Pipilotti Rist e Wrapping di Fernando Romero e LAR.